# Grupo Alfa (Bielorrusia)
El Grupo Alfa de Bielorrusia (en ruso : группа «Альфа») es una unidad de élite del Comité de Seguridad del Estado de la República de Bielorrusia, encargada de manejar las operaciones antiterroristas en todo el país cuando las unidades policiales bielorrusas regulares no están equipadas para realizar la tarea. También ayuda a las unidades de aplicación de la ley en operaciones contra el crimen organizado.
Su origen se encuentra en el Grupo Alfa de la era soviética, creado en 1974. 

## Historia
La KGB soviética diseñó la creación del Grupo Alfa el 28 de julio de 1974 cuando Yuri Andrópov era el jefe de la KGB, después de la masacre de Múnich de 1972. 
La unidad local fue creada el 3 de marzo de 1990, acuartelada en la República Socialista Soviética de Bielorrusia y encargada de operaciones antiterroristas en Bielorrusia y los países Bálticos bajo órdenes de Vladímir Kriuchkov como el 11.º Grupo del KGB.

### Después de la Unión Soviética

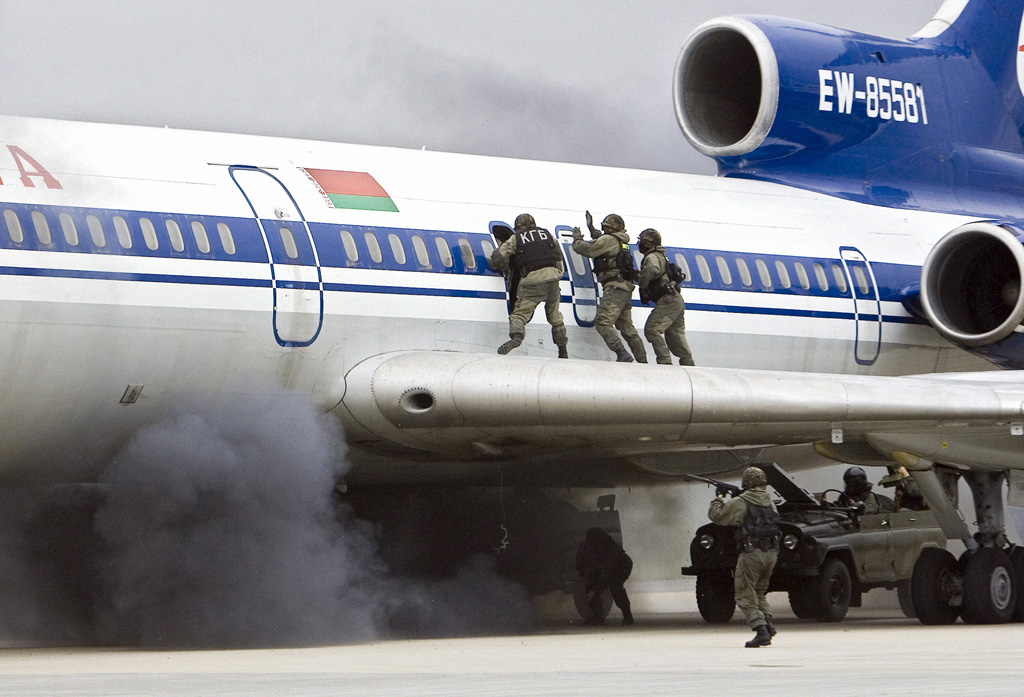
Operadores bielorrusos llevaron en un ejercicio de entrenamiento en 2008.

En 1994, Alfa estuvo involucrado en una operación de rescate de rehenes cuando un criminal armado tomó como rehén a una estudiante llamada Milana Martinkevich. Ella fue rescatada y el criminal fue detenido. 
El 1 de agosto de 1996, el fiscal general participó en la detención de cinco hombres, incluido un soldado bielorruso en activo, por intentar contrabandear material nuclear en Borísov por 50.000 dólares.
En junio de 2006, la KGB reafirmó el mandato del Grupo Alfa de combatir el terrorismo. Los operadores participaron en ejercicios antiterroristas durante todo el año junto con las fuerzas militares y policiales bielorrusas. 
En la década de 2010, el coronel Oleg Chernyshev fue sometido a diversas sanciones financieras y de viaje por las actividades de violación de los derechos humanos de la KGB en Bielorrusia.
El 10 de junio de 2014, un ciudadano georgiano estuvo involucrado en el secuestro de un avión de la aerolínea Belavia en la ruta Minsk-Kutaisi. Los negociadores de Alfa estuvieron involucrados en lograr que se rindiera antes de que finalmente fuera arrestado. 
El 31 de octubre de 2014, los operadores de Alfa participaron en un ejercicio con el Ministerio de Emergencias de Bielorrusia. El 29 de noviembre de 2014, Alfa participó en ejercicios antiterroristas debido a los Juegos del Campeonato Mundial de Hockey sobre Hielo que se celebraron en Minsk junto con la Unidad Especial de Respuesta Rápida de Bielorrusia (SOBR).
El 20 de junio de 2017, los operadores de Alfa participaron en un ejercicio de operación antiterrorista en el Aeropuerto Nacional de Minsk para recuperar un Boeing 737 secuestrado.
La unidad celebró su 30 aniversario el 3 de marzo de 2020. 
El 29 de julio de 2020, los operadores de Alfa junto con la policía de Minsk arrestaron a 32 personas del Grupo Wagner después de que llegaron a Minsk del 24 al 25 de julio bajo acusaciones de que planeaban participar en actividades de desestabilización antes de las próximas elecciones presidenciales de 2020.
El 10 de agosto de 2020, se informó que se desplegaron operadores Alfa para intervenir contra las crecientes protestas contra el presidente Lukashenko. Según información publicada por el portal bielorruso TUT.BY, del 9 al 11 de agosto, el grupo Alfa presuntamente participó en la represión violenta de las protestas en Minsk, utilizando balas de goma y granadas aturdidoras. La conclusión sobre la participación de Alfa se hizo sobre la base de los uniformes característicos (pantalones tácticos con rodilleras incorporadas), que, según las fuentes de la publicación de Internet, no estaban equipados con otras unidades de potencia bielorrusas. Según The Insider, los operadores Alfa pueden haber estado involucrados en la herida fatal que mató al manifestante Alexander Traikovsky en la noche del 10 al 11 de agosto.
El 6 de noviembre de 2020, el Consejo de la Unión Europea incluyó al comandante de Alpha, coronel Sergei Zubkov, en la lista de personas y entidades sujetas a medidas restrictivas que figura en el anexo I del Reglamento (CE) nº 765/2006. Zubkov también fue añadido a las listas de sanciones de Reino Unido, Suiza, y Canadá.
El 23 de diciembre de 2020, la unidad se incluyó oficialmente en la Oficina de Control de Activos Extranjeros (OFAC) del Departamento del Tesoro de los Estados Unidos debido a ser actores del régimen. El 21 de junio de 2021, el coronel Zubkov, el comandante de la unidad, también fue añadido a la lista de OFAC.
El 28 de septiembre de 2021 un agente del grupo murió en una operación para detener al disidente Andrei Zeltser en su residencia de Minsk. En el intercambio de tiros murieron un agente y el presunto opositor.
Desde 2022, Alfa también está bajo las sanciones de la UE, Suiza y Japón.

## Requisitos
Según el coronel Oleg Chernyshev, el 80% de sus posibles reclutas son personal experimentado de otras agencias policiales bielorrusas, mientras que otros son atletas entrenados. La edad media del operador, una vez contratado, suele ser de 27 años. 
Se somete al recluta a entrevistas y pruebas de detector de mentiras para eliminar a cualquier persona que esté motivada a unirse a Alfa por razones financieras o de vanidad.
El entrenamiento táctico y especial de los combatientes incluye acciones en edificios y estructuras, en el transporte aéreo y ferroviario, la realización de combates en diversos terrenos, la detención de sospechosos de delitos y la garantía de la seguridad de VIPs.
El entrenamiento diario de los combatientes incluye los siguientes tipos: disparo, puntería, combate cuerpo a cuerpo, escalada, buceo, conductor (control de varios tipos de transporte, en condiciones de mayor complejidad, bajo fuego enemigo), aerotransportado (en particular, aterrizaje en paracaídas y sin paracaídas utilizando una cuerda, equipo de escalada), psicológico y sanidad militar.
El personal de la unidad posee conocimientos y habilidades especialmente versátiles, tiene un excelente entrenamiento de tiro, es capaz de soportar un estrés físico y mental prolongado, resolviendo eficazmente las tareas operativas y de combate.

## Equipo
Se sabe que la unidad tiene acceso a vehículos blindados, incluido el vehículo blindado Bogdan Bars. También utilizan vehículos blindados equipados con el sistema de escalera de asalto MARS cuando realizan redadas en aviones secuestrados.
Alfa tiene el AK-74 como su arma principal, pero también usa armas occidentales como SIG-Sauer P226 y Heckler & Koch MP5 .